# Palestine (Hampshire)
Palestine – wieś w Wielkiej Brytanii, w Anglii, w hrabstwie Hampshire. Leży 21 km na północny zachód od miasta Winchester i 112 km na zachód od Londynu.